# 한국소방정책학회
사단법인 한국소방정책학회는 소방ㆍ방재기술의 진흥과 과학적 지식의 창출을 위한 학문ㆍ정책의 이론과 실제를 연구, 개발, 평가하여 그 발전에 기여함을 목적으로 2002년에 설립된 대한민국의 사단법인이다.

## 연혁
- 2010.	10.	30	한국정책소방학회 소방포럼
- 2010.	06.	24	한국소방정책학회 하계 학술대회 개최
- 2009.	12.	03	소방포럼 및 학술대회
- 2009.	06.	05	한국소방정책학회-한국조직학회 공동 학술 세미나 개최
- 2008.	12.	05	한국소방정책학회 학술대회 개최
- 2008.	07.	11	법인 등기 및 신청 완료
- 2008.	07.	03	사단법인 신청허가 통보
- 2008.	06.	23	사단법인 신청 접수(소방방재청 소방행정과)
- 2008.	06.	17	한국소방정책학회 사단법인 창립총회 및 이사회 개최
- 2008.	05.	20	한국소방정책학회 임시총회 개최
- 2003.	10.	10	한국소방정책학회 추계 학술대회 개최
- 2003.	03.	21	한국소방정책학회 포럼 개최
- 2002.	07.	12	한국정책소방학회 하계 학술대회 개최
- 2002.	05.	03	한국정책소방학회 공청회 개최
- 2002.	02.	27	한국정책소방학회 창립총회 및 세미나